# دروژنی (آدیغیه)
دروژنی (به لاتین: Druzhny) یک منطقهٔ مسکونی در روسیه است که در آدیغیه واقع شده‌است.